# Dehiwala-Mount Lavinia
Dehiwala-Mount Lavinia (singalsko: දෙහිවල-ගල්කිස්ස Dehiwala-Galkissa, tamilsko தெஹிவளை-கல்கிசை), z 245.974 prebivalci (2012), je druga največja občina na Šrilanki s površino 2109 hektarjev. Leži južno od Kolomba in ga od njega ločuje kanal Dehiwala, ki tvori njegovo severno mejo. Južne meje ležijo na cesti Borupana, vzhodna meja pa je Weras Ganga s svojim sistemom kanalov in nekaj območij na vzhodu (Pepiliyana, Gangodawila in Kohuwala).  V mestu se prebivalstvo in industrializacija ter urbanizacija v zadnjih letih hitro širijo. Tu je Šrilanški narodni živalski vrt, ki je eden največjih v Aziji. Bolnišnica Colombo South Teaching Hospital, Kalubowila in letališče Kolombo, Ratmalana je le nekaj pomembnih znamenitosti. Dehiwela-Mount Lavinia in Sri Jayawardenapura Kotte sta dve veliki primestni središči mesta Kolombo, ki skupaj delujeta kot ena večjih mestnih aglomeracij v regiji (Zahodna pokrajina). Presežek iz mesta v stanovanjski in komercialni uporabi zemljišč je hitro urbaniziral te primestne centre. Dehiwela-Mount Lavinia in Sri Jayawardenpaura skupaj s Kolombom predstavljata najbolj urbani del metropolitanske regije Kolombo.

## Etimologija
Obstaja veliko zgodb o zgodovini tega območja. Ena od njih je Diya + Wala, kar pomeni potop ali luknja, napolnjena z vodo. V preteklosti je bilo to območje polno ribnikov, jezer, itd., ki so  znana kot Diyawala (območje, napolnjeno z vodo), kasneje pa postala Dehiwala. Druga zgodba o tem imenu je, da je na tem območju veliko limetinih dreves kar ljudje imenujejo Dehiwala.

## Zgodovina
Pred kolonizacijo obmorske regije s strani Portugalske je bilo območje, ki ga pokriva to okrožje, del Kraljestva Kotte. Vključevalo je številnr vasi, kot so Pepiliyana Nedimala, Attidiya in Kalubowila, medtem ko je bila Ratmalana in območja južno od Dehiwala eno velikoin malo naseljeno razširjeno močvirje.

### Portugalsko obdobje
Med portugalsko okupacijo je Kraljestvu Kotte vladal kralj Don Juan Dharmapala in zasedal zgoraj omenjene vasi. Zgodnji zapisi tudi nakazuje, da je v letu 1510 omenjena vas Galkisa in poimenovana po kamnitem izdanku (Lihiniyagala), ki štrli v zaliv. Fascinantne zgodbe so tkane okoli te skale in vasi Galkissa. Nizozemski napadalci so izdanek imenovali »noseča mrha.

### Nizozemsko obdobje
S prihodom Nizozemcev v zgodnjem sedemnajstem stoletju je bila vzpostavljena bolj organizirana administrativna struktura, s katero se je razvil širši sistem obdavčitve in pravnega sistema.

### Britansko obdobje
Vendar pa je šele med britansko okupacijo (19. stoletje) prišlo do razvoja pokrajinskega upravnega sistema (Kachcheri) in oblike lokalne samouprave. Ko je drugi guverner Cejlona, sir Thomas Maitland, kupil zemljišče na Galkisi (Mount Lavinia), se je leta 1806 odločil, da tam zgradi osebno prebivališče. Maitland se je zaljubil v lokalno mestno plesalko Lovina Aponsuwa in nadaljeval romanco z njo, dokler ga leta 1811 niso odpoklicali v Anglijo. Guvernerjev dom, ki ga imenuje "Mount Lavinia House", je zdaj hotel Mount Lavinia in vas ki obkroža stavbo, se je kasneje razvila v živahno območje, pri čemer je ime dobila po guvernerjevi ljubici, Lovina. Kasneje je območje prevzelo ime Mount Lavinia, ki omenja dejansko zgodbo o romanci med tedanjim britanskim guvernerjem Thomasom Maitlandom (1805-1812) in plesalko z imenom Lovina.

### Po osamosvojitvi
Dehiwela, Mount Lavinia je dosegla status občine decembra 1959. Dehiwela Mount Lavinia kot krajevno telo s 6 odbori, se razprostira na površini le 1630 ha. Zaradi hitrega mestnega razvoja in zaradi upravnih razlogov je bilo to območje razširjeno in leta 1959 razdeljeno na 19 oddelkov in dobilo status občine. Kasneje leta 1967 je bilo občinsko območje približno 2109 hektarjev razdeljeno na 29 oddelkov, kot je danes.

## Geografija
Ker območje Dehiwala-Mount Lavinia leži na obalni ravnici, je zemljišče večinoma ravno in valovito proti notranjim območjem. Pomembna značilnost so velika mokrišča okrog reke Weras Ganga in jezera Bolgoda, dveh glavnih vodnih teles. Močvirji Bellanwila in Attidiya sta pomembni za njihovo biotsko raznovrstnost in kot taka veljajo za ekološko zaščiteno cono. Mesto leži v mokri coni in prejme povprečno letno količino padavin med 2000 in 3000 mm, predvsem med jugozahodnim monsunom in obdobji med monsuni. Srednja povprečna dnevna temperatura je okoli 28 ° C in povprečna največja med 30,5 in 31 ° C. Minimalna nočna temperatura se spreminja od 26 ° C do 27 ° C.

## Zanimivosti
Narodni živalski vrtovi Šrilanke (imenovan tudi Živalski vrt Kolomba ali živalski vrt Dehiwala) je živalski vrt v mestu Dehiwala, ustanovljen leta 1936. Njegovo območje gosti različne živali in ptice. Živalski vrt razstavlja živali, hkrati pa daje poudarek na ohranjanju in dobrem počutju živali ter izobraževanju.
Plaža Mount Lavinia je glavno mestno kopališče na Šrilanki. Tukaj, odvisno od sezone, se lahko plava in občuduje neverjetne sončne zahode. Voda je plavalna samo v določenih časih leta in je lahko zelo nevarna s podtlakom. Iz mesta se prečka železniško progo in pride na plažo. Ljudje prodajajo kopalke, napihljive žoge, kisli mango in čips iz manioke. Tu so tudi večje restavracije, kot so Lavinia Breeze, Long Feng, Steamboat, Belize, itd.
Muzej letalskih sil Šrilanke (SLAF muzej) je muzej letalskih sil Šrilanke, njegov predhodnik je Royal Ceylon Air Force. Odprt za javnost je muzej SLAF v Ratmalani in ga vzdržujejo letalske sile Šrilanke. Med pomembne predmete spadajo medalje in meč maršala E. R. Amarasekara, prvega poveljnika letalskih sil Cejlona. Muzej ima tudi ostanke japonskih letal, ki so bili v času 2. svetovne vojne sestreljeni nad Cejlonom in artefakte iz LTTE, ki so jih sestreli med samomorilskim letalskim napadom v Kolombu. Razstavljeno je tudi gasilsko vozilo Austin in oklepni avto Shorland, ki so ga uporabljale letalske sile Šrilanke.
'Rezervat za ptice Attidiya, zunaj Kolomba, leži na močvirskem zemljišču. Meji na znameniti budistični tempelj Bellanwila; rezervat ima bogato in raznoliko ptičje življenje, čeprav je to razmeroma majhno območje. Atidiya je dobro znana po svojih selitvenih in endemičnih vodnih pticah, a tudi odličen kraj za opazovanje metuljev.

### Verske stavbe

#### Budistični templji
- Bellanwila Rajamaha Viharaya je budistični tempelj, ki se nahaja v Bellanwili, okrožju Kolomba. Nahaja se približno 12 km južno do mesta Kolombo, blizu ceste Dehiwala-Maharagama. Tempelj dnevno privlači stotine častilcev in je znan po svojem letnem festivalu Esala Perehera, ki običajno poteka v mesecu avgustu ali septembru. Je eden najbolj cenjenih budističnih templjev na Šrilanki.
- Nawa Polonnaru Gal Viharaya - Kanumuldeniye Sri Dharmashoka Thero, konstrukcija replik vseh kipov Gal Viharaya, Polonnaruwa, ki se je začela leta 1982, je do sedaj končana. Odprtje kipa Samadhi Buda sovpada s praznovanjem 2600 Sambuddhatve Jandžije. Ta kip Bude je zgrajen na Nawa Polonnaru Gal Viahraya, Dehiwala sledi originalu kipa Gal Viharaya, Polonnaruwa, ki ga je otvoril nekdanji predsednik Mahindija.

#### Hinduistični templji
- Sri Venkateshwara MAHA Vishnu Moorthy Kovil je poleg Nedimale in se nahaja v mestu Dehiwala.
- Sri Anjaneyar Kovil se nahaja v predelu Lavinia v Mount Lavinia. Tempelj ima za glavno božanstvo Sri Hanuman

#### Cerkve
- Cerkev svete Marije - 13. septembra 1834 je šest katoliških laikov iz cerkve sv. Silvestra, zdaj cerkve sv. Antona, Galkisa prišlo v kraj Dehiwala, kjer so našli zemljišče za gradnjo cerkve. Tu pokopan katolik, Muhandiram B. Bastian Mendis jim je podaril polovico zemlje. Postavljen je bil temeljni kamen in 4. februarja 1835 je bila cerkev posvečena Gospej dobrega potovanja, pravi Nigel de Lile [5].
- Kristusova cerkev, Galkisa - po zgodovinarju Valentinu je najstarejša referenčna cerkve v Galkisi iz leta 1705, ko je bila precej dobra cerkev, pokrita s ploščicami in zgrajena na 10 zidanih in 20 kamnitih stebrih, vzetih iz templjev Pepiliyana, z glinenim zidom tri in pol metra visokim. Z glavnim vhodom iz Galle Road, ko je bil Felix Dias Abeysinghe vikar, so se odprla glavna vrata cerkve, in se od 6. junija 1959 nikoli več zaprla. Kristusova cerkev v Galkisi je  postala »cerkev odprtih vrat«. [6]

### Mošeje
Mošeja Muhiyadeen Grand Jumma (Velika mošeja Dehiwala) je največja mošeja na območju Dehiwala-Mount Lavinia.

## Demografija
Dehiwala -Mount Lavinia je večetnično, večkulturno mesto, podobno kot preostali del Kolomba. Prebivalstvo mesta je mešanica številnih etničnih skupin, predvsem Singalcev, šrilanških Tamilcev in šrilanških Mavrov. Po popisu leta 2012 je demografija mesta po etničnosti naslednja:
| št. | etničnost         | štev. prebivalcev |
| --- | ----------------- | ----------------- |
| 1   | Singalci          | 139.209           |
| 2   | Šrilanški Tamilci | 30.774            |
| 3   | Šrilanški Mavri   | 37.833            |
| 4   | Indijski Tamilci  | 10754             |
| 5   | Šrilanški Malajci | 3123              |
| 6   | Burgerji          | 7603              |
| 7   | Šrilanški Četiji  | 101               |
| 8   | Bharata           | 57                |
| 9   | Drugi             | 16.520            |
| 10  | Skupaj            | 245.974           |